# ジヴァニウド・プウガス・ダ・シウヴァ
ジヴァ（Giva）ことジヴァニウド・プウガス・ダ・シウヴァ（ポルトガル語: Givanildo Pulgas da Silva、1993年1月3日 - ）は、ブラジルのサッカー選手。ポジションはFW。

## クラブ歴
2012年5月にECヴィトーリアのユースからサントスFCのユースに移籍。2013年のコパ・サンパウロ・ジ・フチボウ・ジュニオルでは4得点しネイウトンともに得点王になった。2013年2月24日にカンピオナート・パウリスタでプロ初出場。3月21日に初得点。7月7日にカンピオナート・ブラジレイロ・セリエA初出場と初得点両方を記録した。同年はレギュラーとしてデビューしたが、翌年は起用機会が少なかった。
2014年12月30日にコリチーバFCに移籍。2015年1月31日にカンピオナート・パラナエンセ初出場。5月27日にコパ・ド・ブラジルで移籍後初得点。しかし、8月4日に全国選手権での出場が無いまま放出された。
2015年8月14日に2年契約でスペイン・セグンダ・ディビシオンのUEリャゴステラに加入。2016年1月18日に退団。
2017年1月2日にクルーベ・ナウチコ・カピバリベに加入。
2018年にセントロ・スポルチーヴォ・アラゴアーノに加入。